# Sarah Adler
Pour les articles homonymes, voir Adler.
Sarah Adler, née le 18 juin 1978 à Paris, est une actrice française.

## Biographie

### Origines et enfance
Sarah Adler nait à Paris, part vivre en Israël à l'âge de 10 ans et revient en France à l'âge de 16 ans.[réf. nécessaire]
Elle se rend ensuite à New-York pour commencer sa carrière d'actrice puis retourne en France avant de s'établir en Israël,. 

### Carrière
En 2003, Sarah Adler se fait connaître en figurant au casting de Notre musique, présentée lors du Festival de Cannes. Depuis, elle multiplie les tournages avec des réalisateurs français et américains. Elle apparaît  dans le long métrage girly Marie-Antoinette de Sofia Coppola.
Elle se fait une réputation dans le cinéma israélien et participe à de nombreux festivals, tels que celui Berlin en 2004 pour le casting de Avanim ; Les Méduses ou elle remporte la Caméra d'or au Festival de Cannes de 2007. 
En France, elle joue dans le second long-métrage de Katia Lewkowicz intitulé Tiens-toi droite ainsi que dans un téléfilm Arte réalisé par Orso Miret. En Israël, elle fait partie du casting d'Ana Arabia, le dernier film réalisé par Amos Gitai. 
En 2014, elle joue l'un des deux rôles principaux de Self made, de l'Israélienne Shira Geffen, présenté à la Semaine de la critique. 
En 2015,  Sarah Adler apparait sur Arte, La Vie des bêtes. La même année, elle joue l'héroïne Marie, dans le téléfilm des Années perdues, diffusée sur France 3.

### Vie privée
Elle vit entre Paris et Tel-Aviv. Son mari est le réalisateur Raphaël Nadjari,.

## Filmographie

### Cinéma
- 1999 : Afraid of Everything de David Barker : Iris
- 1999 : Junk de Roddy Bogawa : la coupeuse d'arbres
- 1999 : Dresden de Benjamin P. Speth : la femme au café
- 2003 : Variété française de Frédéric Videau : Pascale
- 2004 : Year Zero (Shnat Effes) de Joseph Pitchhadze : Anna
- 2004 : Notre musique de Jean-Luc Godard : Judith Lerner
- 2005 : Avanim de Raphaël Nadjari : Lili
- 2005 : La Maison de Nina de Richard Dembo : Marlène
- 2006 : Marie-Antoinette de Sofia Coppola: La Comtesse d'Artois
- 2007 : Les Méduses d'Etgar Keret: Batya
- 2009 : Ultimatum d'Alain Tasma : Tamar
- 2010 : Andante d'Assaf Tager : Sarah
- 2011 : Pourquoi tu pleures ? de Katia Lewkowicz : Léa
- 2011 : Restoration (Boker Tov Adon Fidelman) de Yossi Madmoni : la femme de Noah
- 2012 : A Letter from the Past d'Ofer Zingerman : la réceptionniste du café internet
- 2013 : Up the Wrong Tree de Gur Bentwich :
- 2013 : Ana Arabia d'Amos Gitaï : Miriam
- 2013 : Big Bad Wolves d'Aharon Keshales et Navot Papushado (en) : la voix de la femme de Dror
- 2013 : Sukaryot de Joseph Pitchhadze : Klaudia
- 2014 : L'Aube (Dawn) de Romed Wyder : Emma
- 2014 : Self Made (Boreg) de Shira Geffen : Michal
- 2014 : Tsili d'Amos Gitaï : Tsili
- 2014 : Tiens-toi droite de Katia Lewkowicz : Emma
- 2017 : The Cakemaker d'Ofir Raul Graizer : Anat
- 2017 : Foxtrot de Samuel Maoz : Dafna Feldman
- 2019 : Je voudrais que quelqu'un m'attende quelque part d'Arnaud Viard : Nathalie
- 2023 : Tant que le soleil frappe de Philippe Petit : Alma
- 2023 : La Passion de Dodin Bouffant de Trần Anh Hùng : mère de Pauline

### Télévision
- 2015 : La Vie des bêtes d'Orso Miret : Estelle
- 2015 : Les Années perdues de Nicolas Picard-Dreyfuss : Marie Launay
- 2020 : L'Agent immobilier (série télévisée d'Arte) : Louise Tronier

## Distinctions
- 2007 : Caméra d'or au Festival de Cannes pour Les méduses[3][4].
- Festival des créations télévisuelles de Luchon 2015 : Prix du meilleur espoir féminin pour La Vie des bêtes
- Ophir : Prix de la « meilleure actrice » pour The Cakemaker.